# Dessale Berekhet
Dessale Berekhet Abraham (Eritrea, 1974, és un periodista i escriptor eritreu.
Ha dedicat la seva vida professional al periodisme, a la literatura i a la promoció de les llengües tigre i tigrinya des de programes de ràdio i des de dos diaris independents, on tenia columnes d’opinió setmanals. Pel que fa al vessant més literari de la seva tasca, ha publicat dos llibres culturals i cinc històries per a nens.
Com a periodista, ha convertit els seus textos en una arma de lluita contra la injustícia i la manca de democràcia imperant al seu país. L’any 2001 el règim del dictador Isaias Afwerki, amb un nou i contundent cop de força, va prohibir la premsa privada i la situació es va fer irrespirable per a qualsevol mitjà de comunicació que no fos totalment afí al règim. Dessale va fundar la revista en llengua tigre Takiyat, que tingué una vida breu, a conseqüència de la situació política. Va ser testimoni de l'empresonament i la persecució de molts dels seus amics i col·legues de professió, la qual cosa el va portar a exiliar-se a Uganda. Des de l'exili, conjuntament amb altres periodistes eritreus, impulsà dues publicacions on-lineː unitedheartz.com (2011) -que finalment, fou clausurat- i Unitedvoices Media Center (2013). Eren les seves armes per lluitar a favor de la democràcia i la llibertat d’expressió, amb l’objectiu d’aportar informació veraç i lliure al seu país.
L’any 2013, juntament amb els seus compatriotes i col·legues de professió Ruth Zecarias Ghebre i Mebrahthu Teclesion Berhe, va ser guardonat amb el Premi Internacional de Premsa que atorga la CJFE (Canadian Journalists for Free Expression) pel seu compromís ferm amb un periodisme honest i lliure. Del 2012 al 2014 l'escriptor fou acollit a la ciutat noruega de Bø, que forma part de la Xarxa Internacional de Ciutats de Refugi per a Escriptors Perseguits (ICORN), tal com Barcelona o Girona. El 2014 Berekhet va fundar el PEN Eritrea, juntament amb col·legues eritreus.
L'any 2014 el PEN Català li atorgà el Premi Veu Lliure, un premi que cerca la defensa de la llibertat d’expressió d’escriptors i escriptores, i també d'aquells altres drets que són inherents a la llibertat d’expressió, com els drets lingüístics.